# Baliomorpha echinata
Baliomorpha echinata är en nattsländeart som beskrevs av Arturs Neboiss 1984. Baliomorpha echinata ingår i släktet Baliomorpha och familjen ryssjenattsländor. Inga underarter finns listade i Catalogue of Life.